# باربرا لونغي
باربرا لونغي (21 سبتمبر 1552- 23 ديسمبر 1638) رسامة إيطالية حظيت بإعجابٍ كبير خلال مسيرة حياتها، بوصفها متخصصة بالبورتريه، إلا أنّ معظم أعمالها اليوم إما مفقود أو غير منسوب إليها. أكسبتها هذه الأعمال، كالعديد من لوحات (السيدة العذراء والطفل يسوع)، سمعة جيدة كفنانة.

## حياتها وعملها
ولدت باربرا لونغي في 21 سبتمبر في عام 1552 في مدينة رفينة شمال إيطاليا، حيث أمضت كل حياتها. كان والدها لوكا لونغي (1580-1507) رسامًا معروفًا من أتباع الأسلوب المتكلّف في الفن، وكان شقيقها الأكبر فرانشيسكو (1618-1544) رسامًا أيضًا. تلقى الشقيقان تعليمًا في مجال الرسم لدى والدهما، وكانا جزءًا من الاستديو الخاص به. ساعدت باربرا والدها في مشاريع كثيرة، مثل العمل على نحت أو نقش لوحات المذبح، وجلست كعارضة لرسمها واكتسبت بعضًا من الإلمام بعملية التسويق لأعمالها الفنية لدى رعاة الفن. على الرغم من إتمامها التدريب بحلول عام 1570، إلا أن علاقاتها مع عائلتها وورشة والدها بقيت قوية. لا يُعرف سوى القليل جدًا عن حياتها، ولا حتى إذا سبق أن تزوجت أم لا.
نالت لونغي احترامًا كبيرًا بوصفها رسامة بورتريه، لكنّ واحدًا فقط من البورتريهات التي رسمتها معروف إلى اليوم، هو بورتريه كامالدوليز مونك، اللوحة الوحيدة المعروفة التي تجسد ذكرًا بالغًا، وواحدة من ضمن عدد قليل فقط من اللوحات التي تتضمن تاريخًا (على الرغم من أن الرقم الأخير ليس مقروءًا تمامًا؛ قد يكون 1570 أو 1573).
رسم والد لونغي ابنته باربرا على أنها القديسة بربارة، وذلك في لوحته التي نفذها عام 1570 تحت عنوان العذراء والابن المُتوَّج من القديسين. لربما جلست باربرا أيضًا أمام والدها لرسمها في لوحة عرس قانا. تُظهر لوحة سانت كاترين الإسكندرانية (أعلاه)، والمعروفة عمومًا بأنها بورتريه ذاتي، تشابهًا قويًا مع الصور التي رسمها والدها لها في اللوحتين المذكورتين آنفًا. كتبت إيرين غرازياني عن تصوير لونغي لنفسها على أنها الأرستقراطية المثقفة، في لوحة سانت كاترين الإسكندرانية: «عندما تعرض باربرا صورة لها، فهي تقدم أيضًا، صورة عن نفسها وفقًا لنموذج المرأة الفاضلة والأنيقة والمثقفة، معيدةً النظر في الموضوعات التي طورتها الرسامة الإيطالية لافينيا [فونتانا] قبل عدة سنوات في بولونيا، وفقًا لمجموعة مرتبطة بتيار الأسلوب المتكلف الأخير». اقتُرح أن لونغي، ربما قدمت بورتريه ذاتي على أنه صورة تعبّدية لقديسةٍ ما، تجنبًا لظهورها بمظهر الانغماس في خطيئة الغرور. على الرغم من أن اللوحة طُلبت في الأصل لدير في كنيسة سانت أبوليناري في كلاس في رفينة، إيطاليا، إلا أن متحف الفن لمدينة رفينة حصل عليها في عام 1829، وخضعت لعملية ترميم في عام 1980. توجد عدة لوحات أخرى تجسد القديسة كاترين الإسكندرانية.
إن معظم لوحات لونغي غير موقعة، لكن إحدى اللوحات تضمنت الأحرف الأولى «ب.ل.ت» التي تعني («تنفيذ باربرا لونغي»)، وأخرى تحمل الأحرف «ب.ل.ر» وتعني («رسم باربرا لونغي»). ونظرًا لأن جميع أعمالها تقريبًا غير موقعة، فإن عدد اللوحات التي رسمتها أو تلك التي لا تزال موجودة غير معروف. يُنسب إليها بشكل مؤكد نحو خمسة عشر عملًا فقط. من ضمنها، نحو اثني عشرة لوحة للعذراء والطفل؛ كانت مثل هذه اللوحات شائعة جدًا خلال حركة الإصلاح المضاد (الإصلاح أو الإحياء الكاثوليكي). يُعتقد أن بعضًا من أعمالها نُسب خطًا إلى والدها.
من بين لوحات لونغي التي لا تجسد العذراء، هناك لوحة جوديث تقطع رأس هولوفيرنوس (نحو 75-1570). رُسمت هذه اللوحة أيضًا من قبل فنانات أخريات مثل فيدي غاليزيا وإليزابيتا سيراني وآرتيميسا جنتلسكي. تختلف النسخة التي رسمتها لونغي اختلافًا كبيرًا عن النسختين اللتين رسمتهما جنتلسكي، من حيث أنها لا تصور فعل الذبح العنيف؛ بل يبدو بدلًا من ذلك، كما لو أن جوديث تطلب المغفرة وهي تنظر إلى السماء. وهذا ما يتوافق مع أفكار حركة الإصلاح المضاد التي كانت سائدة حينها، حول الاستعداد للاعتراف بالذنب والتصديق بتبرئة التائب.